# David Hovorka
David Hovorka (* 7. srpna 1993, Kladno) je český bývalý fotbalový obránce či záložník, před koncem kariéry naposledy působící v týmu SK Slavia Praha. Nastupoval na postu středního obránce.

## Klubová kariéra
Je odchovancem Sparty Praha, kam přišel v devíti letech v roce 2002 z týmu Kablo Kročehlavy (nyní SK Kročehlavy), jeho příbuzní fotbal nehráli, věnovali se lednímu hokeji.

### AC Sparta Praha
V roce 2012 se propracoval do seniorské kategorie Sparty, kde nastupoval za rezervu. V zimním přestupovém období ročníku 2012/13 se připravoval s A-týmem. S "áčkem" trénoval i o rok později, ale ani v jednom případě tehdejšího trenéra mužstva Vítězslava Lavičku nepřesvědčil. Nadále nastupoval za rezervu, kde byl kapitánem. 11. 9. 2013 v zápase České fotbalové ligy za B-mužstvo Sparty proti Meteoru Praha (výhra 3:0) vstřelil neobvyklý gól hýžděmi, když se centr po rohovém kopu odrazil od jeho pozadí a letenský tým vedl 1:0. Za "áčko" nenastoupil k žádnému soutěžnímu střetnutí.

### FC Hradec Králové (hostování)
V lednu 2014 odešel na půlroční hostování s opcí na přestup do klubu FC Hradec Králové. V dresu "Votroků" debutoval pod trenérem Lubošem Prokopcem v druholigovém utkání 19. kola hraného 21. 3. 2014 proti týmu SK Dynamo České Budějovice (remíza 1:1), odehrál celý zápas. Na jaře 2014 postoupil s Hradcem Králové do nejvyšší soutěže. Za klub nastoupil k sedmi ligovým zápasům, ve kterých se gólově neprosadil.

### FK Viktoria Žižkov (hostování)
V létě 2014 odešel hostovat do mužstva FK Viktoria Žižkov, kde působil rok. Za Viktorku debutoval pod koučem Jindřichem Trpišovským 3. srpna 2014 v utkání 1. kola druhé ligy proti Sigmě Olomouc (výhra 2:1), odehrál 90 minut. Za celek nastoupil k 29 střetnutím v lize, branku nevstřelil.

### FC Slovan Liberec
V létě 2015 Spartu definitivně opustil a zamířil do klubu FC Slovan Liberec, kde podepsal smlouvu na tři roky a dostal dres s číslem 11. Do týmu hráče přivedl trenér Trpišovský společně s dalšími fotbalisty, kteří s ním působili ve Viktorii Žižkov (Lukášem Bartošákem a Zdeňkem Folprechtem).

#### Sezona 2015/16
V dresu Slovanu debutoval v nejvyšší soutěži v utkání 1. kola hraného 26. 7. 2015 proti týmu FK Mladá Boleslav (výhra 4:2), nastoupil na celý zápas. V lednu 2016 prodloužil kontrakt do léta 2019. Své první dva ligové góly v sezoně a zároveň v první lize vsítil 11. 5. 2016 v předposledním 29. kole na domácím hřišti proti Fastavu Zlín (výhra 4:3), když nejdříve v 76. minutě vyrovnával na 3:3, a o čtyři minuty později brankou na 4:3 rozhodl zápas. V ročníku 2015/16 s Libercem skončil na 3. místě a postoupil s ním do 3. předkola Evropské ligy UEFA. Celkem v sezoně odehrál za tým 25 ligových zápasů.
S mužstvem postoupil přes izraelský tým Hapoel Ironi Kirjat Šmona FC (výhry 2:1 a 3:0) a chorvatský klub HNK Hajduk Split (výhry 2x 1:0) do skupinové fáze Evropské ligy UEFA. Liberec byl nalosován do základní skupiny F, kde se střetl s SC Bragou (Portugalsko), Olympique de Marseille (Francie) a FC Groningenem (Nizozemsko). V konfrontaci s těmito kluby skončili severočeši na 3. místě a do jarní vyřazovací části nepostoupili. David odehrál v základní skupině čtyři střetnutí, chyběl ve dvou zápasech proti Groningenu z důvodu zranění. Kvůli stejnému problému nenastoupil ani v rozmezí 10.-14. kola v ligových střetnutích.

#### Sezona 2016/17
Poprvé v ročníku se střelecky prosadil v 5. kole, kdy jedinou brankou utkání rozhodl o výhře Liberce na půdě 1. FK Příbram.
Se Slovanem i tentokrát postoupil do skupinové fáze Evropské ligy UEFA. Severočeši porazili ve třetím předkole 2:1 a 2:0 Admiru Wacker Mödling z Rakouska. Ve čtvrtém předkole (play-off předkolo) uspěli proti kyperskému AEK Larnaka (výhry 1:0 a 3:0). Liberec byl nalosován do základní skupiny J společně s ACF Fiorentinou (Itálie), PAOKem Soluň (Řecko) a Karabachem Agdam (Ázerbájdžán). V 1. kole skupinové fáze EL odehrál 15. září 2016 celé střetnutí proti Karabachu. Slovan dvakrát vedl, nakonec duel skončil smírně 2:2. V dalším zápase hraném 29. 9. 2016 nastoupil Hovorka v zápase na domácí půdě proti PAOKu, utkání skončilo prohrou 1:2. Ve 3. kole odehrál ve střetnutí proti Fiorentině (prohra 1:3) 90 minut. V odvetě proti Fiorentině se v 9. minutě střetnutí zranil a později vyšetření ukázali poranění křížového vazu a jistotu absence minimálně do konce ročníku. Celkem v sezoně za Liberec odehrál 11 střetnutí v lize.

### AC Sparta Praha (návrat)
V únoru 2017 se vrátil do Sparty, která využila opci na zpětné odkoupení Hovorky. S týmem podepsal kontrakt do konce ročníku 2019/20 a sešel se zde s trenérem Davidem Holoubkem, který ho kdysi vedl v mládeži Sparty.

### FK Jablonec
V létě 2018 odešel hostovat do mužstva FK Jablonec. Začátkem roku 2019 klub uplatnil opci a přivedl hráče na přestup v rámci výměny za Matěje Hanouska a Davida Lischku .

### SK Slavia Praha
V létě 2019 přestoupil do Slavie, se kterou hrál Ligu mistrů a získal ligový titul. Část podzimu a celou jarní část ale do zápasů kvůli velkému zranění nezasáhl. V roce 2021 si v zápase proti Fastavi Zlín těžce zranil koleno.
V roce 2022 se vrátil po dlouhém zranění které trvalo 13. měsíců a hned naskočil do zápasu v základní sestavě proti Pražské Spartě. Zápas skončil výhrou sešívaných 2:0 a David Hovorka odehrál celý zápas a vlezl se do jedenáctky kola.
V červnu 2022 si ale znovu obnovil zranění stejného kolena a musel opět na dlouhou rekonvalescenci. V březnu 2023 po vleklých zdravotních potížích nakonec ukončil kariéru.

## Klubové statistiky
Aktuální k 9. únoru 2017
| Sezona  | Klub                       | Soutěž             | Zápasy | Góly |
| ------- | -------------------------- | ------------------ | ------ | ---- |
| 2012/13 | AC Sparta Praha            | Gambrinus liga     | 0      | 0    |
| 2013/14 | AC Sparta Praha            | Gambrinus liga     | 0      | 0    |
| 2013/14 | FC Hradec Králové (host.)  | 2. liga            | 7      | 0    |
| 2014/15 | FK Viktoria Žižkov (host.) | 2. liga            | 29     | 0    |
| 2015/16 | FC Slovan Liberec          | Synot liga         | 25     | 2    |
| 2016/17 | FC Slovan Liberec          | ePojisteni.cz liga | 11     | 1    |
| 2016/17 | AC Sparta Praha            | ePojisteni.cz liga | 0      | 0    |

## Reprezentační kariéra

### A-tým
Ze zdravotních důvodů nemohl být nominován na EURO v červnu 2021.